# SHIN
SHIN（シン、9月4日 - ）は、日本のミュージシャン、ボーカリスト、シンガーソングライター、YouTuber、声優。ロックプロジェクト・SEESAW、元ロックバンド・ViViDのボーカリスト。旧芸名：シン。SHIN LOID（シンロイド）名義でYouTubeに楽曲カバーチャンネルを公開（2018年12月設立）。ファンクラブ限定ライブのみWHITE JUDAS（ホワイトジューダス）名義で活動。長野県松本市出身。血液型はB型、身長は170cm。所属事務所はプロダクション尾木。公式ファンクラブ名は「echoes」（2017年7月設立）。

## 来歴

### 高校時代 - ViViD結成・解散
高校時代、地元の長野県でヴィジュアル系ロックバンドREVERb（リバーブ）を結成し、この頃から「シン」という名前でボーカルを担当。解散後東京に上京し、2006年にインディーズで秋葉原少年団☆電脳ロメオを結成、2008年1月12日にHOLIDAY SHINJUKUでのライブで解散。その後、2008年12月1日にRHYOLITE（ライオライト）を結成したが、わずか3ヶ月後の2009年2月27日にSUNPHONIX HALL in YOKOHAMA ARENA（現在の新横浜NEW SIDE BEACH‼︎）でのライブで解散。
音楽の道を諦め地元でアパレルの仕事に就こうとしていたところでベーシストのイヴに声をかけられ、2009年3月にViViDを結成。2011年にソニー・ミュージックレーベルズ内のエピックレコードジャパンよりメジャーデビューを果たし、翌2012年に当時ロックバンド史上結成日から最速での日本武道館ワンマンライブを開催。テレビアニメ『レベルE』『機動戦士ガンダムAGE』『BLEACH』『マギ』のオープニングテーマやエンディングテーマを担当するなど、数々のタイアップ曲を手掛けた。方向性の違いや音楽以外の活動を希望するメンバーが出てきたことから、2015年4月29日にパシフィコ横浜国立大ホールでのワンマンライブで解散し、ソロミュージシャンに転身した。

### ソロ活動開始 - 現在
- 2016年
  - ソロ活動を本格的に開始[12]。名前の表記を片仮名からアルファベットの「SHIN」に変更。
  - 12月24日：1st LIVE 20161224「約束」＠EX THEATER ROPPONGIを自主制作で開催[13]（SOLD OUT）。
- 2017年
  - ユークリッド・エージェンシーに所属。
  - 7月14日：ソロ初のヨーロッパツアー「SHIN x THE SIXTH LIE EUROPE TOUR 2017 “THE INCEPTION”」をTHE SIXTH LIEと共にスタート。イギリス、フランス、ドイツにて計6公演開催。
  - 8月23日：1stアルバム『Good Morning Dreamer』発売。
  - 9月4日：1stツアー「SHIN LIVE TOUR 2017 "Good Morning Dreamer”」スタート。全国5都市5公演。
- 2018年
  - 5月27日：自身の名前”SHIN”のルーツとなった漫画「NANA」の世界観を表現したワンマンライブ「GLAMOROUS SHOW」開催（SOLD OUT）[14]。
  - 8月8日：2ndアルバム『on my way with innocent to 「U」』発売。
  - 9月4日：2ndツアー「SHIN LIVE TOUR 2018 “on my way with innocent to「U」”」が恵比寿LIQUIDROOM（SOLD OUT）を皮切りにスタート。全国7都市7公演。
- 2019年
  - 1月19日：主催イベントの前哨戦として、ワンマンライブ「GLAMOROUS SHOW 2019」開催（SOLD OUT）。
  - 2月18日：アニメ「NANA」オープニングテーマ『rose』作曲者である宮﨑歩の書き下ろし曲『Tragedy』配信開始。『rose』等に惚れ込んだSHINが楽曲提供を宮﨑サイドに直談判し、その熱意を買われて初タッグを組むことになった。
  - 2月23日：初の主催イベント「SKULL HEADS SPEAKING」スタート[15][16]。SPACE ODDに籠城スタイルで11月までほぼ毎月開催。音楽ジャンルに囚われず、Rayflowerやナノ等のアーティストを招きツーマンで開催された。全7公演。vol.6（10月26日開催）では出演者のLedaとタッグを組み、一夜限りのスペシャルバンドでイベントのために書き下ろしたオリジナルソング『BEAR THE BLAME』（SHIN作詞、Leda作曲）を披露した。
  - 8月7日：3rdアルバム『AZALEA』発売。 "SHINの第2章”と位置づけ、宮﨑歩と共同制作で作り上げた[17]。
  - 8月31日：東名阪ワンマンツアー「Alternative Sublimation」スタート。従来はギターロックを聴かせることに重点を置いていたためシンプルなステージだったが、今ツアーでは初めてステージセットを作り込み、3年間に及ぶ自身のソロ活動の世界観を表現した[18]。
  - 12月21日：写真展「空白」をデザインフェスタギャラリー原宿で3日間限定開催[19]。SHINが歩んできたバンド解散後からソロになるまでの明かされなかった2年間に刻まれた苦悩・希望・葛藤など、ニューヨークで撮影された知られざる当時の姿を初公開した。カメラマンはインテツ[20]。
  - 12月22日：ソロ活動3年間の集大成として、ワンマンライブ「原点回帰～from the beginning～」をTSUTAYA O-EASTにて開催[21]。ライブの表題にもなっている、ViViDのラストシングル『From the beginning』を当時のアレンジそのままに披露した。
- 2020年
  - 8月5日：1stシングル『RE:』発売[22]。元ViViDのベーシストMTR（イヴ）に楽曲提供を依頼し、ミュージックビデオでも共演。
  - 8月20日：配信限定ワンマンライブ「「RE:」union」開催。新型コロナウイルスの影響で初の無観客生配信ライブとなった。スペシャルゲストとして元ViViDのベーシストMTR（イヴ）が出演し、ViViDの『BLUE』『キミコイ』『Take-off』3曲が披露された。
  - 12月10日：Twitterフォロワー数4万人達成を記念し、「無観客無料生配信ライブ 〜4444〜」を開催[23]。オリジナル、カバー問わず、聴きたい楽曲、披露して欲しい楽曲を募集し、上位10曲でセットリストを構成した。
  - 12月25日：ギタリストの咲人（NIGHTMARE）と共に、新プロジェクトSEESAW（シーソー）を結成[24][25]。
- 2021年
  - 5月21日：YouTubeカバーチャンネル「SHIN LOID」の登録者数が10万人を突破[26]。
  - 6月19日：ファンクラブ会員限定で初のアコースティックライブ「木漏れ日」を1日3回公演で開催（SOLD OUT）。
  - 12月11日：約2年ぶりの有観客ワンマンライブ「SHIN GAME SHOW」を渋谷WOMBにて開催（SOLD OUT）。ゲーム「METALLIC CHILD」のタイアップ曲『アダマント』を初歌唱した[27][28]。
- 2022年
  - 6月24日：ぴあにて連載「音楽甘党遊戯（スイーツミューズロッカー）」を開始。隔週で様々なスイーツを音楽と絡めて紹介[29]。
  - 9月5日：自身のファンクラブ「echoes」5周年のタイミングで、その名を冠した2年ぶりの新曲『ECHO』を配信リリース[30]。
  - 年内をもって所属事務所ユークリッド・エージェンシーとの契約を満了し、プロダクション尾木へ移籍することを発表[31][32]。
  - 12月3日：ワンマンライブ『ECHO』をSpotify O-EASTにてオールスタンディングで開催（SOLD OUT）。ViViDのラストシングル『From the beginning』をリテイクした来場者限定Special MV QRカードを配布。また、同日より自身の人生の節目の姿を撮影した写真展「Good Morning Dreamer」を代官山UPSTAIRS  GALLERYで2日間限定開催。カメラマンはインテツ。
- 2023年
  - 1月28日：ファンクラブechoes限定東名阪ツアー「echo location」スタート。
  - 5月10日：メディアミックスプロジェクト『from ARGONAVIS』に登場するバンド「ST//RAYRIDE（ストレイストライド）」のボーカル・淀川麟太郎役を演じる事が発表された[33]。
  - 7月28日：ワンマンライブ「SHIN 6周年記念単独ライブSHINON～心音～」を渋谷 CLUB QUATTROにて開催[34]（SOLD OUT）。
  - 9月4日：カバー曲限定ライブ「SHINLOID GIG 2023」を青山月見ル君想フにて開催（各部SOLD OUT）。
  - 10月27日：スマートフォンゲーム『ブラックスター-Theater Starless-』に登場するキャラクター「青桐」のシンガーを担当することが発表された。[35]
  - 12月6日：移籍後初のデジタル・シングル『NEON』をリリース[36]。
  - 12月20日：ワンマンライブ「Awakening Dreamer」をZepp Shinjukuにて開催。
- 2024年
  - 5月11日：Verde/（アリス九號.の将のソロプロジェクト）と回った東名阪ツアー「SHIN×Verde/ 2MAN LIVE "双龍 -Twin Dragons-"」スタート。
  - 6月26日：テレビ東京開局60周年特別企画 「テレ東ミュージックフェス 2024 夏 〜昭和の常識は…令和の非常識！ヤバい昭和の超名曲 vs 令和ヒット曲100連発〜」に出演し、ViViDの『BLUE』を歌唱。また、同日に『BLUE』をSHINの曲としてリメイクして再リリースすることを発表し[37]、リメイク版のMVも公開[38]。
  - 7月3日：“SHIN”バージョンの『BLUE』をデジタルリリース。
  - 9月4日：新曲『HERO』と『ギリギリTOKYO』を同日にデジタルリリース。また、『ギリギリTOKYO』について、SHINが「SHIN史上初、ライブではやらないSNS専用曲」と明言[39]。
  - 11月4日：ツアー「SHIN LIVE TOUR UNSUNG HERO」スタート。全国8都市8公演。

## 人物・エピソード

### 学生時代・地元関連
- CHEMISTRYに憧れて歌を始め[40]、中学の文化祭で友人と2人で歌唱をしたことがきっかけで歌手を志すようになる。
- 学生時代、YAMAHAのバンドコンテストで関東2位になった。
- 学生時代はバスケットボール部で部長を務めた。
- 地元である長野県松本市への愛が深く、地元の祭り（松本ぼんぼん）に出演するために自ら市役所に打診の電話をかけたことがあるが、受電者に怪しまれたのか出演は叶わなかった。
- 地元では焼肉屋とアパレルショップでアルバイトをし、バンドの活動費を稼いでいた[41]。

### 音楽関連
- 音楽のルーツはGACKTとHYDE（L'Arc〜en〜Ciel）。GACKTに憧れてヴィジュアル系メイクに目覚め、GACKTをお手本にビブラートの練習をした。寄せて歌うと似ていることからものまね番組へのオファーがあり、出演したことがある[42]。
- バンド解散後はギターロックを前面に押し出したソロ活動にこだわり、ソロで受け入れてくれる事務所を探したがなかなか決まらず、空白の2年間を過ごした。その後、元々友人だった歌広場淳（ゴールデンボンバー）の紹介により、ユークリッド・エージェンシーに所属することになる[43]。
- 高い歌唱力を生かし、2018年にYouTubeへ楽曲カバーチャンネルを開設。影響を受けたアーティストの楽曲や流行の楽曲だけではなく、アニメキャラのコスプレ姿でアニソンを全力で歌うなど、お茶目な一面も覗かせている。
- 2019年から路上ライブ活動を開始[44]。新宿、池袋でゲリラライブを行った。
- 歌唱力の高さに定評があり、度々カラオケ採点系のテレビ番組に出演。『THEカラオケ★バトル』初回出演時、鬼龍院翔（ゴールデンボンバー）が「ピッチ（音程）がブレなさすぎて口パクに聞こえる」と紹介した。同番組の出演回では予選・決勝含む全出演者の中で最高得点となる98.542点を叩き出したが、惜しくも優勝を逃した[45]。

### 声優・演技関連
- 声優のランズベリー・アーサーとの交友をきっかけに「from ARGONAVIS」プロデュサーの北岡と出会い、同作品で声優を務めることとなった[46]。
  - 北岡は元々ViViDのファンで、前職（バンドのマネージャー）で面識もあったが、オーディションは忖度なく実施された[47]。
  - オーディションに際し、ランズベリーから声優としての演技を教わった[46]。
- セリフを音階でとらえて演じている[46]。

### 趣味・私生活
- "SHIN"という名前は、好きな漫画『NANA』のキャラクター、BLACK STONESのベーシスト・シンからとった[14]。
- 平成仮面ライダー（龍騎、クウガ、アギト）の大ファンで、フィギュアを集めていた[48]。
- 自身にとって節目の時に、そこで生まれた気持ちを忘れないために物を購入して手元に残している。過去にハーモニカや腕時計、コートを購入した[44]。
- ハロウィンシーズンに渋谷のゴミ拾いに参加するなど、社会貢献活動も行っている[49][50]。
- 「ちいかわ」のコレクター[51]。
- ゲームが好きで、「バイオハザード」「スマッシュブラザーズ」などをプレイしている[46]。「スマブラ」は上手いが、「バイオ」はそうでもない。
- カードゲームが好き。「ヴァイスシュヴァルツブラウ」ではちいかわのデッキで大会に出場している[52]。
- スイーツが好きが高じて、スイーツ巡りのweb連載を持っている[53]。
- バンド時代にロックバンドのボーカルなのにロック感がないという悩みを持っていた為、アウトローなロック感を求めメントスを噛んでステージに上がっていた[54]。その後自身のYouTubeチャンネルの生配信で『夢はメントス公式Xからフォロバされること』と語っている。

### 交友
- アリス九號.の将と仲が良く、お互いを「兄弟」と呼んでいる。
- ランズベリー・アーサーとは公私ともに仲が良い。ランズベリーがボーカルを務めるFantôme Irisを撮影したカメラマンがSHINを紹介して知り合った[46]。上述のレッスンを受けた経緯から「師匠」と呼んでいる。

## WHITE JUDAS
WHITE JUDAS（ホワイトジューダス）は、2015年からSHINが使用しているソロ活動の別名義。ViViD解散後、avex主催のヴィジュアル系ライブイベント「V-NATION」に当名義で出演し、SHIN名義でのソロ活動が本格化した後はファンクラブ限定でのみ活動を行なっている。
テーマは「心の裏側」で、SHINとして始動するまでの2年間の葛藤を表現している。SHIN自身が「「SHIN」が夜の首都高速だとすれば、「WHITE JUDAS」は朝やけ、夕焼け」と明言しているように、楽曲の世界観はSHINとは異なるものになっているが、WHITE JUDASの曲がSHINの曲として採用されることもある（『TERRITORY』『花』）。
ライブではボーカルに加えサポートにギター、ベース、ドラムの4人編成のバンドスタイルを基本としている。

### 楽曲
| タイトル                 | 公開年 | 備考                                                                                   |
| ------------------------ | ------ | -------------------------------------------------------------------------------------- |
| 再生                     | 2015年 | ファンクラブ「echoes」2022年7月～2023年6月までの継続特典としてミュージックカード配布。 |
| O love divine and golden | 2015年 | ファンクラブ「echoes」2021年7月～2022年6月までの継続特典としてCD配布。                 |
| hameln                   | 2015年 | ファンクラブ「echoes」2023年7月～2024年6月までの継続特典としてミュージックカード配布。 |
| TERRITORY                | 2015年 | SHINの楽曲として1stアルバム『Good Morning Dreamer』に収録。                            |
| yellow crocus            | 2016年 | CD『WHITE JUDAS』に収録。公式通販でファンクラブ「echoes」会員のみ購入可能。            |
| MAGIC HOUR               | 2018年 | CD『WHITE JUDAS』に収録。公式通販でファンクラブ「echoes」会員のみ購入可能。            |
| Kalmia with keyce        | 2018年 |                                                                                        |
| 花                       | 2018年 | SHINの楽曲として3rdアルバム『AZALEA』（PINK.ver）に収録。                              |
| INCOMPLETE               | 2019年 | ファンクラブ「echoes」2019年7月～2020年6月までの継続特典としてCD配布。                 |
| welcome to white world   | 2020年 | ファンクラブ「echoes」2020年7月～2021年6月までの継続特典としてCD配布。                 |

### 出演ライブ
| 種別                             | 公演日        | タイトル                           | 会場・公演情報 |
| -------------------------------- | ------------- | ---------------------------------- | --- |
| イベント                         | 2015年8月5日  | V-NATION                           | 国立代々木競技場第二体育館（東京都）                                                                                                |
| ファンクラブ限定ライブ           | 2018年3月14日 | Reverse of Judas                   | Mt.RAINIER HALL SHIBUYA PLEASURE PLEASURE（東京都） 1日2回公演。                                                                    |
| ファンクラブ限定ライブ           | 2019年3月14日 | Reverse of Judas                   | Mt.RAINIER HALL SHIBUYA PLEASURE PLEASURE（東京都） 1日2回公演。                                                                    |
| ファンクラブ限定無観客配信ライブ | 2020年11月4日 | Reverse of Judas～ONLINE LIVE～    | 使用プラットフォーム - Streaming+ 新型コロナウイルスの影響により開催日が2020年3月14日→5月7日→再延期となり、無観客配信ライブに変更。 |
| ファンクラブ限定無観客配信ライブ | 2021年3月20日 | Reverse of Judas～Gift to echoes～ | 使用プラットフォーム - 会員限定ページ配信 echoes会員限定無料生配信アコースティックライブ。                                          |
| ファンクラブ限定無観客配信ライブ | 2022年3月14日 | Reverse of Judas～Gift to echoes～ | 使用プラットフォーム - 会員限定ページ配信 echoes会員限定無料生配信アコースティックライブ。                                          |
| ファンクラブ限定無観客配信ライブ | 2023年3月14日 | Reverse of Judas～Gift to echoes～ | 使用プラットフォーム - 会員限定ページ配信 echoes会員限定無料生配信アコースティックライブ。                                          |
| ファンクラブ限定ライブ           | 2024年3月9日  | Reverse of Judas                   | 新宿ReNY（東京都） 1日2回公演。 |
| ファンクラブ限定ライブ           | 2025年2月2日  | WHITE JUDAS “A pure white ghost”   | 日本橋三井ホール（東京都） 1日2回公演。                                                                                             |

## ディスコグラフィ

### シングル
|     | 発売日       | タイトル | 規格品番                                                              | 最高順位 |
| --- | ------------ | -------- | --------------------------------------------------------------------- | -------- |
| 1st | 2020年8月5日 | RE:      | EAZZ-5023 （初回限定盤、CD+DVD） EAZZ-5024 （通常盤、CD+Bonus track） | 28位     |

### 配信シングル
| 配信日         | タイトル        | 収録アルバム                     |
| -------------- | --------------- | -------------------------------- |
| 2017年4月19日  | jack the ripper | Good Morning Dreamer             |
| 2017年4月19日  | dirty hurry     | Good Morning Dreamer             |
| 2018年5月21日  | GLAMOROUS SKY   | on my way with innocent to 「U」 |
| 2019年2月23日  | Tragedy         | AZALEA                           |
| 2022年9月5日   | ECHO            |                                  |
| 2023年12月6日  | NEON            |                                  |
| 2024年7月3日   | BLUE            |                                  |
| 2024年9月4日   | HERO            |                                  |
| 2024年9月4日   | ギリギリTOKYO   |                                  |
| 2024年12月26日 | 水鏡            |                                  |

### アルバム
|     | 発売日        | タイトル                         | 規格品番                                                                          | 最高順位 |
| --- | ------------- | -------------------------------- | --------------------------------------------------------------------------------- | -------- |
| 1st | 2017年8月23日 | Good Morning Dreamer             | EAZZ-0178 （プレス限定盤A、CD+DVD） EAZZ-0179 （プレス限定盤B、CD+PHOTO BOOKLET） | 24位     |
| 2nd | 2018年8月8日  | on my way with innocent to 「U」 | EAZZ-0258 （プレス限定盤A、CD+DVD） EAZZ-0259 （プレス限定盤B、CD+PHOTO BOOKLET） | 33位     |
| 3rd | 2019年8月7日  | AZALEA                           | EAZZ-5015 （WHITE ver.、CD+DVD） EAZZ-5016 （PINK ver.、CD+Bonus track+Booklet）  | 45位     |

### 配信アルバム
| 配信日        | タイトル           | 備考 |
| ------------- | ------------------ | --- |
| 2025年3月14日 | A pure white ghost | 2025年2月2日に開催されたファンクラブ限定ライブ「WHITE JUDAS “A pure white ghost”」の現場音声を収録（サブスクは朗読のみで、iTunesは朗読+曲）。 |

### 映像作品
|     | 発売日         | タイトル                                                                  | 規格品番  | 最高順位 |
| --- | -------------- | ------------------------------------------------------------------------- | --------- | -------- |
| 1st | 2017年12月24日 | SHIN LIVE TOUR 2017 "Good Morning Dreamer” at 恵比寿LIQUIDROOM            | EAZV-0153 | ー       |
| 2nd | 2018年12月24日 | SHIN LIVE TOUR 2018 “on my way with innocent to「U」” at 恵比寿LIQUIDROOM | EAZV-5008 | ー       |
| 3rd | 2020年4月22日  | 原点回帰 ～from the beginning～ at TSUTAYA O-EAST                         | EAZV-5033 | ー       |

## タイアップ
| 年     | 曲名          | タイアップ先 |
| ------ | ------------- | --- |
| 2022年 | アダマント    | Steam,PlayStation 4,Nintendo Switch用ゲームソフト『METALLIC CHILD』第2弾DLC「アダマント」キャラクターテーマソング |
| 2024年 | ギリギリTOKYO | TBS系列『ひるおび』2024年11月度エンディングテーマ                                                                 |

## 楽曲提供
- 岡宮来夢「ソライロ」（2020年） - 作詞
- 岡宮来夢「雪のせい」（2021年） - 作詞
- 岡宮来夢「不良品シンドローム」（2021年） - 作詞

## 参加作品

### アミューズメントゲーム
- GITADORA HIGH-VOLTAGE 「TAKE YOU AWAY」（2021年） - ボーカル担当
- GITADORA FUZZ-UP GST 「テレキミ」（2022年） - ボーカル担当

## 書籍

### 写真集
- 空白（2020年）※完全受注生産
- Good Morning Dreamer（2023年）※完全受注生産

### 雑誌
- 「月刊TVnavi」11月号（2017年9月23日発売） - 対談掲載
- 「ANRULE」創刊号（2018年11月20日先行販売） - 表紙＆巻頭（W表紙）
- ROCK AND READ 087（2019年12月25日発売） - 対談・撮り下ろし写真掲載
- 声優アニメディア 7月号（2023年6月9日発売） - 表紙＆巻頭特集
- With ROCK～vol.017～（2024年9月15日発売） - 表紙巻頭＆インタビュー・撮り下ろし写真掲載

## ミュージックビデオ
| タイトル                                  | 公開年 | 備考 |
| ----------------------------------------- | ------ | --- |
| RESTART (from 1st LIVE 20161224 「約束」) | 2017年 | YouTube SHIN OFFICIALアカウントで公開。 |
| jack the ripper                           | 2017年 | |
| just going true side                      | 2017年 | |
| GLAMOROUS SKY                             | 2018年 | |
| on my way with innocent to「U」           | 2018年 | |
| センターオブトーキョー                    | 2019年 | 自主制作ミュージックビデオ。YouTube SHIN LOIDアカウントで公開。 （YouTube投稿動画のタイトルは「人生で一番いい歌詞書けたから勝手にMV作ってみた」）                                                 |
| AZALEA                                    | 2019年 | DVD ver.とYouTube ver.の2バージョン。 |
| 花                                        | 2019年 | |
| Poupelle of Chimney Town                  | 2020年 | 自主制作ミュージックビデオ。YouTube SHIN LOIDアカウントで公開。2024年現在、同チャンネルメンバーシップ限定動画として公開中。 （YouTube投稿動画のタイトルは「勝手に作ったえんとつ町のプペルの歌」） |
| RE:                                       | 2020年 | DVD ver.とYouTube ver.の2バージョン。 元ViViDベーシストのMTR（イヴ）が参加。 |
| ECHO                                      | 2022年 | |
| アダマント                                | 2022年 | Zany Zap officialチャンネルにて公開。 全面グリーンバックでの撮影。 THE SIXTH LIE涌井嶺がディレクション & VFX。                                                                                    |
| NEON                                      | 2023年 | 本人未出演。 YouTube SHIN LOIDアカウントで公開。 |
| BLUE                                      | 2024年 | 2011年にリリースされたViViDの『BLUE』のリメイクバージョンのミュージックビデオ。 YouTube SHIN LOIDアカウントで公開。                                                                               |

## 出演
※役名が太字のものは主演

### 舞台
- 鬼切姫第二章「来るべき日」（2013年11月13日 - 17日、渋谷区文化総合センター大和田・伝承ホール） - 前園志刃 役[58]
- 幕末奇譚 SHINSEN5 ～外伝～（2014年4月9日 - 13日、博品館劇場） - 岡田以蔵 役[59]

### ゲーム
- アルゴナビス -キミが見たステージへ-（2024年）- 淀川麟太郎 役[60]
- ブラックスター -Theater Starless-（2019年）- 青桐 役（Singer担当）[61]

### テレビ番組
- ライブB♪（2018年5月22日、TBS）[62]
- Mujack（2018年8月10日、関西テレビ）※SHINコメントオンエア
- Love music（フジテレビ）
  - 「サキガケ！インスタントmovies！」コーナー（2018年8月26日）
  - 「サキガケ！TikTok」コーナー（2020年8月9日）
- ヴィジュアリズム（2019年8月14日、MUSIC ON! TV）※「AZALEA」MVオンエア
- 音ボケPOPS（TOKYO MX）
  - 2019年8月31日[63]
  - 2021年7月31日[64]
  - 2022年10月22日（※SHINコメントオンエア）
- ものまねグランプリ（2019年10月15日、日本テレビ）
- THEカラオケ★バトル（テレビ東京）
  - ブレイク直前！歌の新星 SP（2020年7月19日）
  - 歌の異種格闘技戦（2020年10月25日）
- 関内デビル（2021年9月7日、tvk）
- うたつむぎ（2022年9月11日・18日、フジテレビ）
- ニンゲン観察バラエティ「モニタリング」（2023年7月13日、TBS）
- おもひで屋台ゆうか（2023年11月30日・12月7日、tvk）
- 69号室の住人（2023年12月19日、TOKYO MX）[65]
- テレ東ミュージックフェス 2024 夏 〜昭和の常識は…令和の非常識！ヤバい昭和の超名曲 vs 令和ヒット曲100連発〜（2024年6月26日、テレビ東京）[66]
- PLAYLIST（2024年9月24日、TBS）[67]
- M-ON! LIVE SHIN 「SHIN LIVE TOUR UNSUNG HERO」（2025年2月26日・3月17日・4月2日、MUSIC ON! TV）[68]

### WEB番組
- 「淳子の部屋」第1回・ロングバージョン（2017年10月4日、YouTube）[69]
- 月刊ゴールデンボンバー（2018年5月23日、ニコニコ生放送）[70]
- MAKOTO CHANNEL 生放送 vol.6（2019年6月20日、ニコニコ生放送）
- GACKTと家呑み！！第10回（2020年7月18日、ニコニコ生放送）
- WACHA★WACHA（ニコニコ生放送）
  - 2020年8月27日（※コメント出演）
  - 2024年9月26日[71]
- 松田悟志のガットインTV（ニコニコ生放送）
  - vol.6（2020年8月29日）
  - vol.36（2021年12月26日）
  - vol.82（2023年11月23日）[72]
  - vol.111（2025年4月27日）[73]
- ヒトカラフェス with 鬼龍院翔(ゴールデンボンバー)（みるハコ）
  - 2021年3月28日
  - 2022年2月13日
- 林勇の勇やっちゃいなよ！！（2021年7月29日、ニコニコ生放送）
- イナズマロック ラウンジ（2023年10月7日、AWAラウンジ）※音声のみ
- イナズマロックフェス2023 バックステージ特別配信（2023年10月7日、17LIVE）
- ニシナナステーション（2023年10月19日、17LIVE）
- 小笠原仁の好きなもんは好きなんだわ！（2024年7月24日、OPENREC.tv）[74]

### WEBラジオ
- MICHAEL RADIO CIRCUS（2017年3月26日・4月2日、InterFM897）
- 「居酒屋はくえい」 ＜第七回＞（2017年7月24日、ニコニコ生放送）[75]
- REDNIQS（FM802）
  - 2017年8月21日（※SHINコメントオンエア）
  - 2018年8月6日（※SHINコメントオンエア）
  - 2019年9月9日
- BEAT SHUFFLE（FM NACK5）
  - 2017年8月25日（※公開生放送）
  - 2018年8月3日（※公開生放送）
  - 2020年8月14日（※リモート出演）
  - 2024年10月11日（※公開生放送）
- ラジモ！（2018年8月8日、FM長野）※生電話出演
- Double-E（2019年8月30日、FM OH!）※SHINコメント出演
- ミューコミプラス（2020年8月18日、ニッポン放送）[76]
- HITS! THE TOWN（2023年12月5日、FM NACK5）※公開生放送
- MUSIClock with THE FIRST TIMES（2023年12月5日・12日・19日・26日、InterFM）
- GOGOMONZ（2024年8月15日、FM NACK5）
- TOKYO TEPPAN FRIDAY（2024年9月6日、TOKYO FM）
- 村上佳菜子のブラス・ミュージック（2024年10月5日・12日、FM AICHI）[77][78]
- TEAM SHACHIのF&C ミュージック（2024年10月18日・25日、FM AICHI）[79]
- ARTIST FCスペシャル オテンキのりの「お」（2024年11月25日、文化放送）[80]

### CM
- SHIBUYA PRIDE SHIBUYA HALLOWEEN（2019年）
- 誰だってNeed music（2023年12月） - MC（※音声のみ）

### その他
- NHKカルチャー「ViViD解散後のニート生活とコロナ禍で見つけた未来」（2022年11月23日、町田デザイン＆建築専門学校 3号館 ラポールmdcホール） - 特別講師
- from ARGONAVIS プロジェクト発表会～THANKS 5th NAVIVERSARY～（2023年5月10日、Zepp Haneda(TOKYO)）[81][82]
- NxT Treasure 2023 Winter Collection（2023年12月21日、山野ホール） - モデル[83]
- ヴァイスシュヴァルツブラウ関連
  - BJC2024前哨戦 夏（2024年7月13日） - ゲスト[84]
  - ブシロードTCG戦略発表会2024 秋（2024年9月23日、秋葉原UDXシアター） - MC（ヴァイスシュヴァルツブラウパート）[85]
  - ヴァイスシュヴァルツブラウ WGP2024（2024年10月19日、東京ビッグサイト東4ホール） - ゲスト[86]
  - BJC2024前哨戦 冬（2025年1月25日） - ゲスト[87]
  - Blau Japan Championship2024（2025年2月8日） - ゲスト[87]
  - ブシロードTCG戦略発表会2025 春（2025年3月27日） - MC（ヴァイスシュヴァルツブラウパート）[88]
  - ブラウFestival!2025（2025年5月3日、東京ビッグサイト）[89]
- BLACK SONIC上映会イベント（2024年） - 青桐Singer[90]
  - 9月13日 HUB渋谷店
  - 9月14日 HUB新橋銀座口店
  - 9月16日 HUB新橋銀座口店